# 9月21日
9月21日（くがつにじゅういちにち）は、グレゴリオ暦で年始から264日目（閏年では265日目）にあたり、年末まであと101日ある。

## できごと

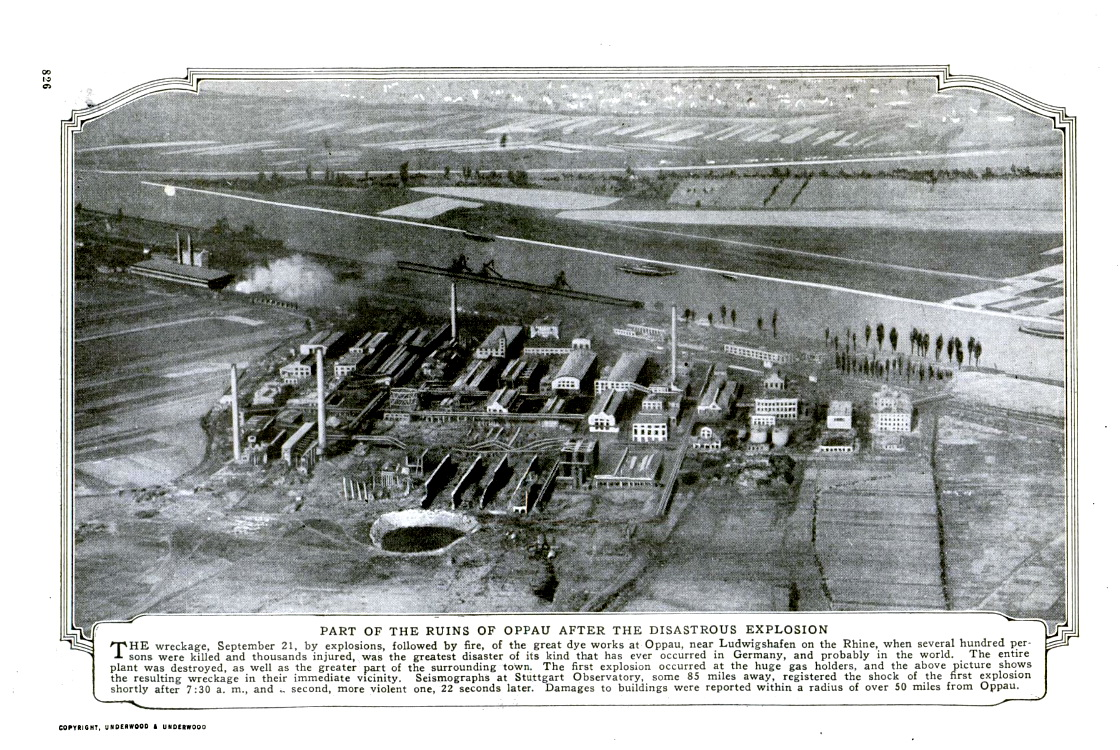
1921年、オッパウ大爆発。

- 455年 - この年の7月9日に西ローマ皇帝に即位したアウィトゥスがローマに入る。
- 1217年 - 北方十字軍: 聖マタイの日の戦い。
- 1435年 - アラスの和約： フランスとブルゴーニュが講和条約を締結[1]。
- 1457年 - アルベルト・ルートヴィヒ大学フライブルクの創立文書（Fundationsbrief）が発効。
- 1551年 - メキシコ王立教皇大学（英語版）創設。
- 1687年 - ムガル帝国遠征軍によりゴルコンダ要塞陥落。クトゥーブ・シャーヒー王国終焉。
- 1711年 - レネ・デュゲ・トルアン（英語版）がリオデジャネイロを占領する。
- 1745年 - 1745年ジャコバイト蜂起: プレストンパンズの戦い（英語版）。
- 1792年 - フランス革命：フランスの国民公会が君主制廃止・共和制宣言を議決。フランス第一共和政が開始。
- 1793年 - ヴァンデの反乱: 第二次モンテギューの戦い。
- 1846年 - 米墨戦争：モンテレーの戦いがはじまる。
- 1860年 - アロー戦争: 八里橋の戦い。
- 1897年 - 『ニューヨーク・サン』に社説「サンタクロースっているんでしょうか?」が掲載される。
- 1898年（光緒24年8月6日） - 戊戌の政変の終焉: 西太后が戊戌の変法を推進していた官僚らを粛清。変法を支持していた光緒帝を幽閉した。
- 1918年 - 米騒動などにより寺内正毅内閣が総辞職。
- 1920年 - ポール・デシャネルが精神状況の悪化の為フランスの大統領職を辞任。
- 1921年 - オッパウ大爆発: ドイツのオッパウで、貯蔵していた4,500トンの化学肥料が爆発。509名が死亡、行方不明者160名、負傷者1,952名という大惨事となった。
- 1926年 - 株式会社岡田屋呉服店（現在のイオングループ）設立。
- 1927年 - 日本橋の三越呉服店で日本初のファッションショーを開催[2]。
- 1931年 - イギリスが金本位制を放棄。
- 1931年 - 満州事変: 関東軍の要請により朝鮮軍司令官・林銑十郎が独断で満洲に侵攻。柳条湖事件が国際的な事変に拡大。
- 1933年 - ライプツィヒのライヒ裁判所でこの年の2月27日に起こったドイツ国会議事堂放火事件に関する裁判が始まる。
- 1934年 - 室戸台風が上陸。死者2,702人、行方不明者334人、負傷者14,994人を数え、西日本を中心に大きな被害[3]。
- 1937年 - J・R・R・トールキンの『ホビットの冒険』が発刊。
- 1938年 - ニューイングランド・ハリケーン（英語版）がアメリカ東海岸に上陸。
- 1939年 - ルーマニアの第39代首相であったアルマンド・カリネスクがナチスドイツの援助を受けた鉄衛団により暗殺される。
- 1942年 - B-29の試作一号機XB-29-BOが初飛行。
- 1942年 - ウクライナのホロコースト: ウクライナのドゥナヴツィで、ナチスが2,588人のユダヤ人を殺害。また1,000人以上のピダイツィ（英語版）のユダヤ人をベウジェツ強制収容所に拉致。
- 1945年 - 羽田陸軍航空隊基地（現東京国際空港）拡張のため、周辺住民に48時間以内の立ち退きが通告される。
- 1952年 - 蔵前国技館で土俵の四本柱を廃止、現在のつり屋根と4色の房に。
- 1953年 - 北朝鮮のパイロットである盧今錫中尉がジェット戦闘機で韓国に脱走。後アメリカ合衆国に帰化してケネス・H・ロウ（Kenneth H. Rowe）の英語名を名乗る。
- 1957年 - ハリケーン・キャリー（英語版）によりパミール (船舶)（英語版）がアゾレス諸島で沈没。
- 1964年 - マルタがイギリスから独立。
- 1964年 - XB-70ヴァルキリーが初飛行。
- 1965年 - ガンビア、モルジブ、シンガポールが国連に加盟。
- 1971年 - バーレーン、ブータン、カタールが国連に加盟。
- 1972年 - フィリピン大統領フェルディナンド・マルコスがフィリピン全土に戒厳令を布告。
- 1976年 - セイシェルが国連に加盟。
- 1976年 - オルランド・レテリエルがチリの秘密警察DINAにより暗殺される。

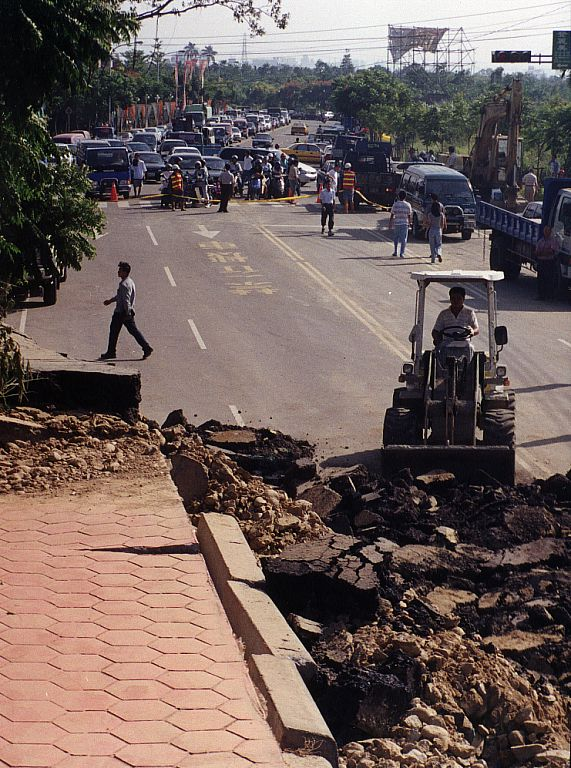
1999年、台湾大地震発生

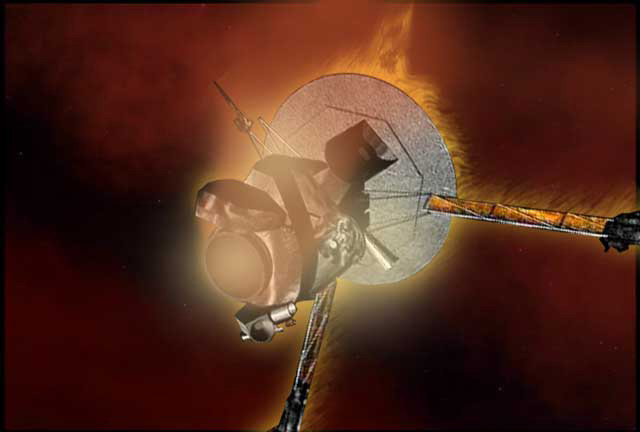
2003年、ガリレオ消滅。

- 1981年 - アメリカ議会がサンドラ・デイ・オコナーの連邦最高裁判所判事指名に合意。初の女性最高裁判事。
- 1981年 - イギリス最後の植民地である英領ホンジュラス（ベリーズ）が独立。
- 1984年 - ブルネイが国連に加盟。
- 1984年 - 1984年ニューヨーク私服警官殺害事件が発生。
- 1986年 - ホンダがF1で日本の自動車メーカー史上初のコンストラクターズ・チャンピオンになる[4]。
- 1988年 - 成田空港問題: 千葉県収用委員会会長襲撃事件。中核派が千葉県収用委員会長を襲撃。
- 1989年 - ハリケーン・ヒューゴ（英語版）がサウスカロライナ州に上陸。
- 1991年 - 日本電気ホームエレクトロニクス（NEC-HE）がPCエンジンDuoを発売。
- 1991年 - アルメニアがソ連より独立。
- 1992年 - 国土庁調査で東京圏の地価が初めて下落。
- 1993年 - 10月政変: ロシア大統領ボリス・エリツィンが、人民代議員大会及び最高会議解散の大統領令を発布。
- 1993年 - 日本野球機構がフリーエージェント制導入を決定。
- 1994年 - 自衛隊ルワンダ難民救援派遣開始。
- 1996年 - 広島タクシー運転手連続殺人事件（同年4月18日 - 9月14日に広島県内で発生）の加害者が逃亡先の山口県防府市内で逮捕される。
- 1996年 - アメリカで結婚防衛法制定。
- 1997年 - フィンランドのテュルヴァーにあった聖オラフ教会（英語版）が強盗により放火され焼失。
- 1999年 - 台湾でM7.6の大地震が発生。2400人以上が死亡し、約10万世帯が全半壊した[5]。
- 2001年 - ロス・パーカー殺人事件（英語版）：17歳の英国人少年ロス・パーカーが殺害される。
- 2001年 - トゥールーズAZF化学工場爆発（Toulouse chemical factory explosion）事故発生。
- 2003年 - アメリカの木星探査機「ガリレオ」が運用終了となり、木星大気圏に突入して消滅。
- 2004年 - 愛媛県東温市が市制施行。
- 2004年 - 大牟田4人殺害事件: 福岡県大牟田市を流れる諏訪川で15歳の少年の他殺体が発見され[6]、後に少年の母親や兄、兄の友人も殺害されていたことが判明する[7]。犯人である暴力団組長夫婦（少年の母親の知人）と息子2人の計4人はいずれも2011年に死刑が確定した[8]。
- 2005年 - ジェットブルー航空292便緊急着陸事故。
- 2008年 - 千葉県東金市で東金市女児殺害事件が発生。
- 2010年 - 大阪地検特捜部主任検事証拠改ざん事件で、最高検は大阪地検特捜部検事の前田恒彦を証拠隠滅の疑いで逮捕した[9]。
- 2012年 - 2012年イスラエル南部越境攻撃（英語版）が発生、爆発物ベルト、AK-47ライフル、RPGランチャーで武装した3人のエジプトの過激派がイスラエルとの国境に接近。
- 2013年 - ケニアのナイロビにてショッピングモール襲撃事件が発生[10]。
- 2018年 - リュウグウ上空のはやぶさ2が探査ローバー・ミネルバIIの投下に成功[11]。
- 2019年 - アルバニアのドゥラスでマグニチュード5.6の地震が発生。首都ティラナでは49人が負傷[12]。

## 誕生日

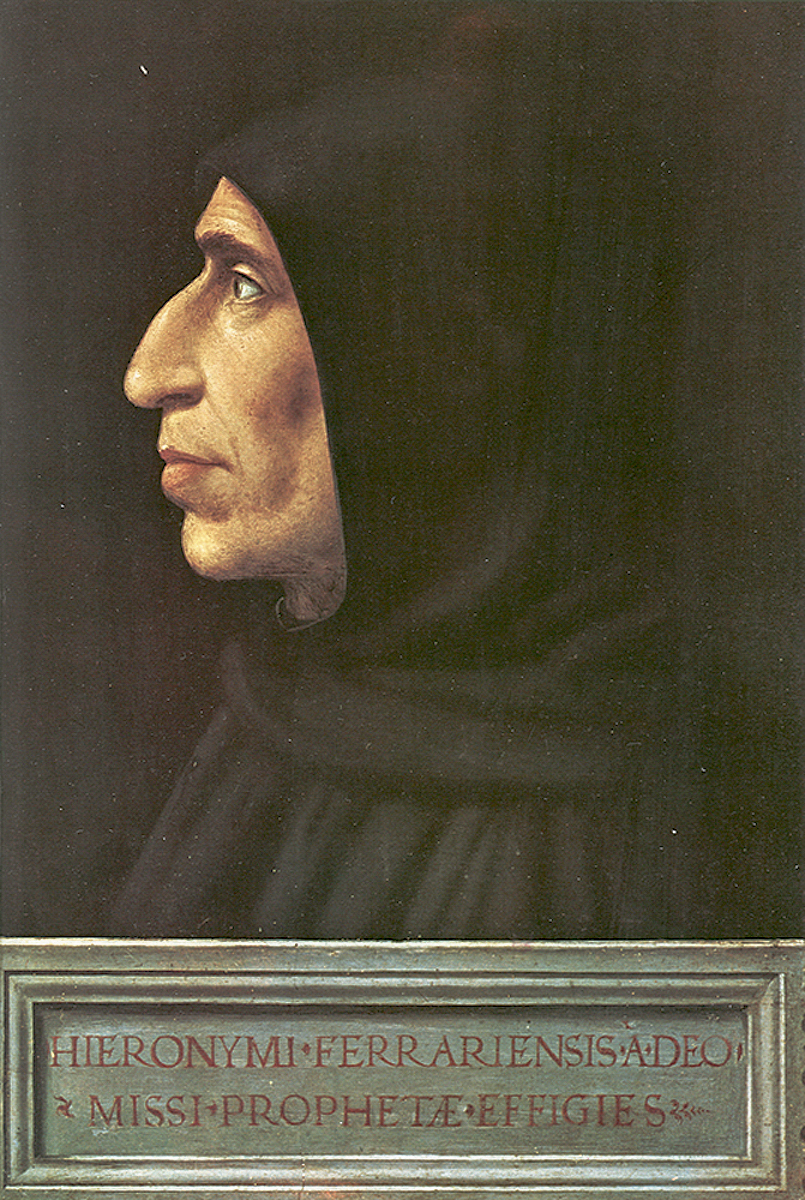
ジロラモ・サヴォナローラ(1452-1498)誕生。

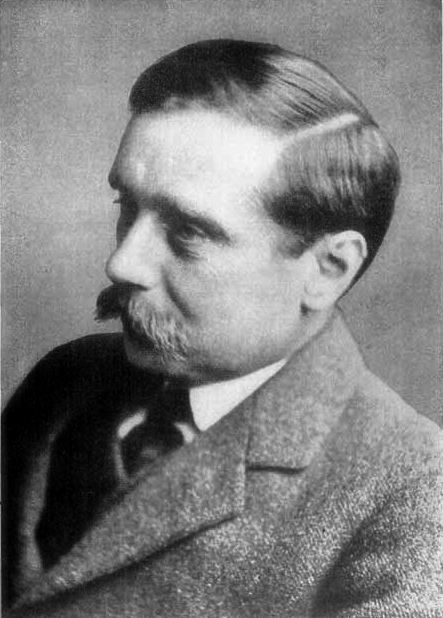
H・G・ウェルズ(1866-1946)誕生。

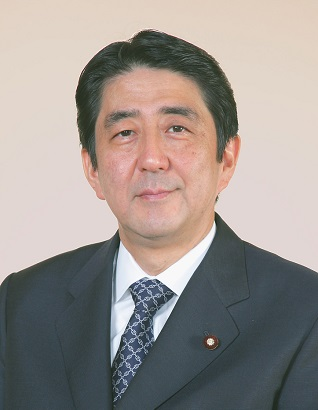
安倍晋三(1954-2022)誕生。

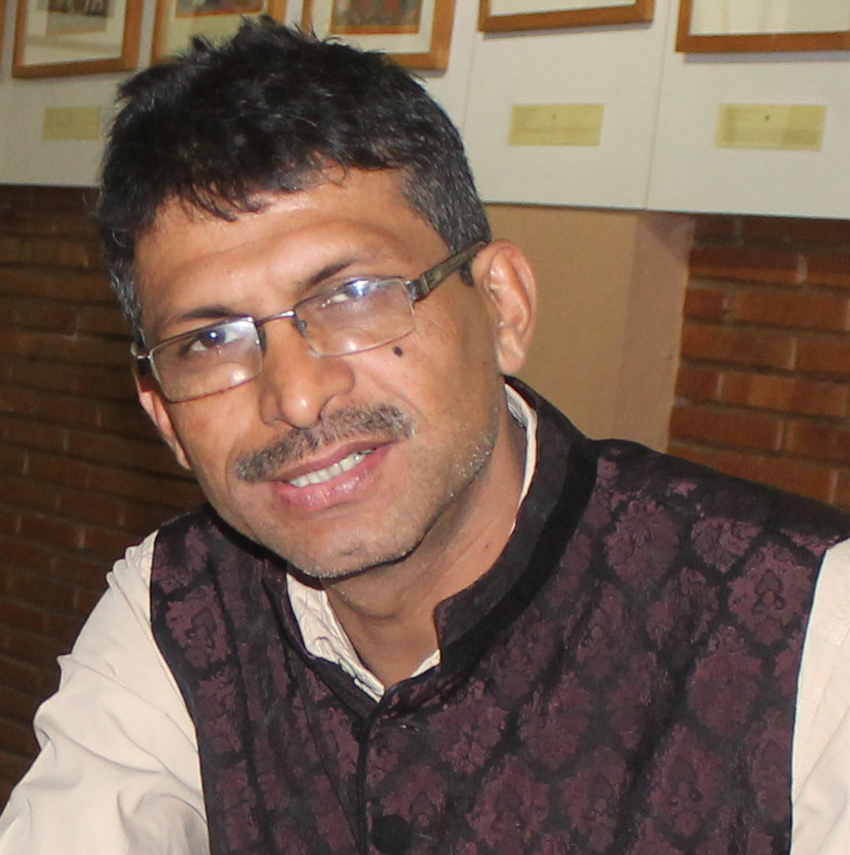
スマン・ポクレル (1967-)誕生。

- B.C.30年頃 -生神女マリア(聖母マリア)、イエス・キリストの母（没年不詳）※伝承による日付（生神女誕生祭）
- 580年 - ウィタリアヌス、第76代ローマ教皇（+ 672年）
- 953年 - アブ・イスハーク・イブラヒム（英語版）、ブワイフ朝の王子（+ 978年）
- 1051年 - ベルタ・ディ・サヴォイア、神聖ローマ皇帝ハインリヒ4世の最初の皇后（+ 1087年）
- 1371年 - フリードリヒ1世・フォン・ブランデンブルク、ブランデンブルク選帝侯（+ 1440年）
- 1407年 - レオネルロ・デステ (フェラーラ公爵)（英語版）（+ 1450年）
- 1411年 - リチャード・プランタジネット、第3代ヨーク公、軍人（+ 1460年）
- 1415年 - フリードリヒ3世[13]、神聖ローマ皇帝（+ 1493年）
- 1428年（宣徳3年8月13日） - 景泰帝、明朝の第7代皇帝（+ 1457年）
- 1433年 - ギヨーム・フィシェ、発明家、学者（+ 1480年頃）
- 1452年 - ジロラモ・サヴォナローラ、ドミニコ会修道士（+ 1498年）
- 1457年 - ヤドヴィガ・ヤギェロンカ、バイエルン＝ランツフート公ゲオルクの妃（+ 1502年）
- 1559年 - チーゴリ、画家（+ 1613年）
- 1562年 - ヴィンチェンツォ1世・ゴンザーガ、マントヴァ公（+ 1612年）
- 1622年（元和8年8月16日） - 山鹿素行、儒学者（+ 1685年）
- 1629年 - フィリップ・ハワード (枢機卿)（英語版）、枢機卿（+ 1694年）
- 1640年 - フィリップ1世、オルレアン公（+ 1701年）
- 1645年 - ルイ・ジョリエ、探検家（+ 1700年）
- 1689年 - ヤン・クレメンス・ブラニツキ、ポーランド・リトアニア共和国のマグナート、軍司令官（ヘトマン）（+ 1771年）
- 1703年（元禄16年8月11日） - 黒田継高、筑前国福岡藩主（+ 1775年）
- 1706年 - ポリッセナ・ダッシア＝ローテンブルグ、サルデーニャ王妃（+ 1735年）
- 1756年 - ジョン・ロードン・マカダム（英語版）、工学者（+ 1836年）
- 1758年 - クリストファー・ゴア、第8代マサチューセッツ州知事（+ 1827年）
- 1760年 - イワン・ドミートリエフ（英語版）、ロシア帝国法務大臣（+ 1837年）
- 1778年 - カール・ルートヴィヒ・コッホ、昆虫学者、クモ学者（+ 1857年）
- 1791年 - セーチェーニ・イシュトヴァーン、ハンガリー王国の政治家（+ 1860年）
- 1797年（寛政9年8月2日） - 島津忠徹、日向国佐土原藩主（+ 1839年）
- 1806年（文化3年8月11日） - 内藤政民、陸奥国湯長谷藩主（+ 1855年）
- 1819年 - ルイーズ・ダルトワ、パルマ公カルロ3世の妃（+ 1854年）
- 1832年 - ルイ・ポール・カイユテ、物理学者（+ 1913年）
- 1835年 - カール・エーベルト、解剖学者、病理学者（+ 1926年）
- 1840年 - ムラト5世、第33代オスマン帝国スルタン（+ 1904年）
- 1842年（天保13年8月17日） - 林有造、政治家（+ 1921年）
- 1842年 - アブデュルハミト2世、第34代オスマン帝国スルタン（+ 1918年）
- 1845年 - アウグスト・ウィルヘルミ、ヴァイオリニスト（+ 1908年）
- 1849年 - アル・サーク、野球選手（+ 1872年）
- 1849年 - モーリス・バリモア（英語版）、俳優（+ 1905年）
- 1851年 - ファニー・サールズ（英語版）、生物学者（+ 1939年）
- 1853年 - ヘイケ・カメルリング・オネス、物理学者（+ 1926年）
- 1853年 - エドモンド・レイトン、画家（+ 1922年）
- 1863年 - ジョン・バニー（英語版）、俳優（+ 1915年）
- 1866年 - ハーバート・ジョージ・ウェルズ、SF作家（+ 1946年）
- 1866年 - シャルル・ニコル、細菌学者（+ 1936年）
- 1867年 - ヘンリー・スティムソン、政治家、フィリピン総督、アメリカ合衆国国務長官（+ 1950年）
- 1868年 - オリガ・クニッペル、女優（+ 1959年）
- 1872年 - ヘンリー・ティングル・ワイルド、タイタニック号の航海士長（+ 1912年）
- 1873年 - パパ・ジャック・レイン（英語版）、ミュージシャン（+ 1966年）
- 1874年 - 菱田春草、日本画家（+ 1911年）
- 1874年 - グスターヴ・ホルスト、作曲家（+ 1934年）
- 1879年 - 青山憲三、政治家（+ 1953年）
- 1879年 - ペーター・マクウィリアム、サッカー選手（+ 1951年）
- 1881年 - エミール・ジョルジェ（英語版）、自転車競技選手（+ 1960年）
- 1882年 - 坂東三津五郎 (7代目)、歌舞伎役者（+ 1961年）
- 1884年 - 有田八郎、外交官、政治家、外務大臣（+ 1965年）
- 1884年 - デネス・ケーニヒ、数学者（+ 1944年）
- 1886年 - 川崎舎恒三、技術者、実業家、元大同工業学校（現大同大学）理事（+ 1954年）
- 1888年 - ルシアン・バルー（英語版）、俳優（+ 1968年）
- 1889年 - 村松梢風、作家（+ 1961年）
- 1890年 - マックス・インメルマン、ドイツのエース・パイロット、インメルマンターン考案者（+ 1916年）
- 1894年 - アントン・ピエヒ（英語版）、弁護士、実業家（+ 1952年）
- 1895年 - フアン・デ・ラ・シエルバ、航空技術者（+ 1936年）
- 1897年 - 倉石武四郎、中国語学者、中国語教育者、中国文学者（+ 1975年）
- 1902年 - ハウィー・モレンツ（英語版）、アイスホッケー選手（+ 1937年）
- 1902年 - ルイス・セルヌーダ（英語版）、詩人（+ 1963年）
- 1902年 - イルマリ・サルミネン、陸上競技選手（+ 1986年）
- 1903年 - 石垣綾子、評論家、社会運動家（+ 1996年）
- 1903年 - 正田英三郎、実業家、元日清製粉（現日清製粉グループ本社）社長（+ 1999年）
- 1903年 - プレストン・タッカー、発明家（+ 1956年）
- 1904年 - ハンス・アルトゥング（英語版）、画家（+ 1989年）
- 1906年 - ヘンリー・ビーチェル（英語版）、生物学者（+ 2006年）
- 1908年 - 八島太郎、画家、絵本作家（+ 1994年）
- 1909年 - クワメ・エンクルマ、政治家、ガーナ初代大統領（+ 1972年）
- 1910年 - 中根之、元プロ野球選手（+ 没年不明）
- 1910年 - マインラート・シュッター、作曲家（+ 2006年）
- 1912年 - チャック・ジョーンズ、アニメーター（+ 2002年）
- 1912年 - シャーンドル・ジェルジ、ピアニスト（+ 2005年）
- 1914年 - 上山善紀、近畿日本鉄道会長、大阪近鉄バファローズ元オーナー（+ 2009年）
- 1916年 - フランソワーズ・ジルー、ジャーナリスト、映画脚本家、政治家（+ 2003年）
- 1917年 - フィリス・ニコルソン（英語版）、数学者（+ 1968年）
- 1918年 - ジョン・ゴフマン、化学者、医師、医学者（+ 2007年）
- 1918年 - フアン・ホセ・アレオラ（英語版）、作家（+ 2001年）
- 1919年 - 伊藤正己、法学者、最高裁判所判事（+ 2010年）
- 1919年 - マリオ・ブンゲ、物理学者、哲学者（+ 2020年）
- 1919年 - ファズル・ラフマン・マリク（英語版）、哲学者（+ 1988年）
- 1920年 - 三浦種敏、海軍技術大尉、電気音響工学者、元日本音響学会会長（+ 2004年）
- 1920年 - ケネス・マカルパイン（英語版）、レーサー
- 1921年 - 王光美、政治家、物理学者、劉少奇夫人（+ 2006年）
- 1921年 - ジョン・マクヘイル（英語版）、野球選手（+ 2008年）
- 1922年 - 早島鏡正、仏教学者、浄土真宗本願寺派住職、東京大学名誉教授（+ 2000年）
- 1924年 - 綱淵謙錠、小説家、随筆家（+ 1996年）
- 1924年 - ヘルマン・ブール、登山家（+ 1957年）
- 1926年 - ドナルド・グレーザー、物理学者（+ 2013年）
- 1926年 - 田中明夫、俳優、声優（+ 2003年）
- 1927年 - 高橋信次、宗教家、GLA創始者
- 1927年 - 高橋久子、官僚、元最高裁判事（+2013年）
- 1927年 - モーリス・レミア（フランス語版）、歴史家（+ 2019年）
- 1928年 - エドゥアール・グリッサン、作家（+ 2011年）
- 1929年 - シャーンドル・コチシュ、サッカー選手（+ 1979年）
- 1929年 - バーナード・ウィリアムズ、哲学者（+ 2003年）
- 1929年 - エドガー・ヴァルテル（英語版）、グラフィックアーティスト（+ 2006年）
- 1930年 - 浅田肇、元プロ野球選手
- 1930年 - ドーン・アダムズ、女優（+ 1985年）
- 1930年 - ボブ・ストーキー（英語版）、サッカー選手（+ 2004年）
- 1931年 - 佐藤耕一、元ノルディック複合、スキージャンプ選手
- 1931年 - ラリー・ハグマン、俳優（+ 2012年）
- 1932年 - マジョリー・フレッチャー、王立婦人海軍局長（+ 2008年）
- 1932年 - ドン・プレストン（英語版）、キーボード奏者
- 1933年 - ディック・サイモン（英語版）、レーシングドライバー
- 1934年 - レナード・コーエン、シンガーソングライター、詩人（+ 2016年[14]）
- 1935年 - ジミー・アームフィールド（英語版）、サッカー選手（+ 2018年）
- 1935年 - ヘンリー・ギブソン、俳優（+ 2009年）
- 1936年 - ディッキー・リー（英語版）、歌手
- 1936年 - ユーリ・ルシコフ、第2代モスクワ市長（+ 2019年）
- 1938年 - 高橋悠治、作曲家、ピアニスト
- 1938年 - 熊沢誠、経済学者、甲南大学名誉教授
- 1938年 - ダグ・モー、バスケットボール選手
- 1940年 - Jan Woleński、哲学者
- 1941年 - ジャック・ブリスコ、プロレスラー（+ 2010年）
- 1942年 - サム・マクダウェル、元プロ野球選手
- 1943年 - 海部宣男、天文学者（+ 2019年）
- 1943年 - 石田弘、エグゼクティブプロデューサー
- 1943年 - デヴィッド・フッド（英語版）、ミュージシャン
- 1943年 - ジェリー・ブラッカイマー、俳優・映画プロデューサー
- 1944年 - キャレブ・デシャネル、映画撮影監督
- 1944年 - ファニー・フラッグ（英語版）、女優
- 1944年 - ハミルトン・ジョーダン（英語版）、第8代アメリカ大統領首席補佐官（+ 2008年）
- 1945年 - リチャード・チルドレス（英語版）、レーシングドライバー
- 1945年 - ビオニ・ツリッグヴァソン（英語版）、宇宙飛行士
- 1946年 - 町田義人、歌手
- 1946年 - モーリッツ・ロイエンベルガー、弁護士、政治家、大統領
- 1946年 - マート・シーマン（英語版）、エストニア首相
- 1946年 - 東出甫、アナウンサー（+ 2018年）
- 1947年 - 都司嘉宣、地震学者
- 1947年 - 菅原進、歌手（ビリーバンバン）
- 1947年 - スティーヴン・キング、ホラー小説作家
- 1947年 - ルパート・ハイン、ミュージシャン（+ 2020年）
- 1947年 - ドン・フェルダー、ミュージシャン
- 1947年 - 桂ざこば (2代目)、落語家（+ 2024年）
- 1948年 - 百田光雄、プロレスラー
- 1949年 - 松田優作、俳優（+ 1989年）（注：戸籍上は1950年同日生）
- 1949年 - 宮武一貴、メカニックデザイナー
- 1949年 - ヘンリー・バトラー、ピアニスト（+ 2018年）
- 1949年 - アーティス・ギルモア、プロバスケットボール選手
- 1950年 - 川島令三、鉄道アナリスト
- 1950年 - ビル・マーレイ、俳優、コメディアン
- 1950年 - フィリップ・カウベール（英語版）、俳優
- 1951年 - 植田美千代、アナウンサー
- 1951年 - ブルース・アリーナ、サッカー監督
- 1951年 - アスラン・マスハドフ、チェチェン・イチケリア共和国第3代大統領（+ 2005年）
- 1952年 - アート・ガードナー、元プロ野球選手
- 1952年 - デイヴ・グレゴリー、ミュージシャン
- 1952年 - アリ・フェルガニ（英語版）、サッカー選手
- 1953年 - 安部三十郎、政治家、元山形県米沢市長
- 1953年 - アリー・ルイエンダイク、レーサー
- 1953年 - ラインハルト・マルクス（英語版）、枢機卿
- 1954年 - 安倍晋三[15]、政治家、第90代・第96代〜98代内閣総理大臣（+ 2022年）
- 1954年 - 待井昇、元プロ野球選手
- 1954年 - トマス・S・レイ、生態学者
- 1955年 - フランソワ・クリュゼ、俳優
- 1955年 - アンドレイ・ガヴリーロフ、ピアニスト
- 1955年 - リチャード・ヒーブ（英語版）、宇宙飛行士
- 1955年 - イスラエル・カッツ、政治家
- 1955年 - ミカ・カウリスマキ、映画監督、脚本家、映画プロデューサー
- 1956年 - リッキー・モートン、プロレスラー
- 1957年 - 並樹史朗、俳優
- 1957年 - ケビン・ラッド、政治家、オーストラリア労働党党首、第26代首相
- 1957年 - イーサン・コーエン、映画監督
- 1957年 - シドニー・モンクリーフ、バスケットボール選手
- 1958年 - 有近真澄、シンガーソングライター、作詞家
- 1958年 - アンドレ・ヘンニッケ、俳優
- 1958年 - リック・マホーン、バスケットボール選手
- 1959年 - デイブ・クーリエ、声優、俳優、コメディアン
- 1959年 - コリーン・ドリュリー、歌手（スウィング・アウト・シスター）
- 1959年 - アンジェイ・ブンツォル、サッカー選手
- 1959年 - クリン・アントネスク（英語版）、政治家、ルーマニア大統領
- 1959年 - ダニー・コックス（英語版）、野球選手
- 1960年 - マアスーメ・エブテカール（英語版）、政治家、イラン初の女性副大統領
- 1960年 - ケリー・エスクリッジ（英語版）、作家
- 1960年 - ムサリア・ムダバディ（英語版）、政治家、ケニア副首相
- 1960年 - グラハム・サザン（英語版）、美術商
- 1960年 - マウリツィオ・カテラン、彫刻家
- 1960年 - デヴィッド・ジェームズ・エリオット、俳優
- 1961年 - 清川栄治、元プロ野球選手（+ 2024年）
- 1961年 - 山村達也、元プロ野球選手
- 1963年 - 佐村河内守、元作曲家
- 1963年 - セシル・フィルダー、元プロ野球選手
- 1963年 - 葛城弘樹、野球選手
- 1964年 - 牧穂エミ、作詞家
- 1964年 - 山花典之、漫画家
- 1964年 - ウラジスラフ・スルコフ、政治家、大統領府長官
- 1965年 - 森田幸一、元プロ野球選手
- 1967年 - デニー友利、元プロ野球選手
- 1967年 - スマン・ポクレル、詩人、劇作家、翻訳者
- 1967年 - スージー・デント、辞書学者
- 1967年 - デヴィッド・グラブス、ミュージシャン
- 1968年 - 伊藤文乃、ヴァイオリニスト
- 1969年 - 高橋盾、ファッションデザイナー
- 1970年 - 有村治子、政治家
- 1972年 - 森下仁志、元サッカー選手、指導者
- 1972年 - リアム・ギャラガー、歌手（オアシス）
- 1972年 - シャノン・ウィッテム、元プロ野球選手
- 1972年 - スコット・スピージオ、元プロ野球選手
- 1973年 - 三崎幸恵、アナウンサー
- 1973年 - 船本恵太、クレイアニメ監督
- 1973年 - 海津晶子、元タレント、元グラビアアイドル
- 1973年 - オスワルド・サンチェス、サッカー選手
- 1974年 - 澤﨑俊和、元プロ野球選手
- 1975年 - マッキー、お笑い芸人
- 1976年 - 白石直子、アニメプロデューサー、実業家
- 1976年 - 舞風昌宏、元大相撲力士
- 1976年 - 椋木美羽、元女優
- 1976年 - ヤマザキタケシ、ミュージシャン（メレンゲ）
- 1976年 - 福田こうへい、演歌歌手
- 1977年 - 五十嵐貴章、元プロ野球選手
- 1977年 - 白木裕子、ディスクジョッキー、歌手
- 1977年 - 佐藤和宏、元プロ野球選手
- 1977年 - ブライアン・タレット、元プロ野球選手
- 1978年 - 小林真樹子、アナウンサー
- 1978年 - 四元奈生美、卓球選手
- 1978年 - 佐藤まり江、キャスター
- 1978年 - ギャレット・ルキャッシュ、フィギュアスケート選手
- 1978年 - ダグ・ハウレット、ラグビー選手
- 1979年 - 有坂来瞳、タレント、女優
- 1979年 - 高明、映画監督
- 1979年 - 金田一蓮十郎、漫画家
- 1979年 - 湯川浩司、競艇選手
- 1979年 - リチャード・ダン、サッカー選手
- 1980年 - 矢野謙次、元プロ野球選手
- 1980年 - 田中瑞季、元プロ野球選手
- 1981年 - ニコール・リッチー、女優
- 1981年 - 堂真理子、テレビ朝日アナウンサー
- 1981年 - 和久田み晴[16]、声優
- 1982年 - 安部智凛、俳優
- 1982年 - ダニー・カス、スノーボーダー
- 1982年 - マラト・イズマイロフ、サッカー選手
- 1983年 - 鈴川真一、元大相撲力士、プロレスラー
- 1984年 - 山下若菜、タレント
- 1984年 - 菅井直樹、サッカー選手
- 1984年 - 三塚優子、プロゴルファー
- 1984年 - 中郷大樹、元プロ野球選手
- 1984年 - カルロス・ロサ、プロ野球選手
- 1984年 - ホアキン・アリアス、元プロ野球選手
- 1985年 - 中村太亮、声優
- 1985年 - りりあん、元アイドル、元歌手
- 1985年 - 柴田誠也、元プロ野球選手
- 1986年 - ELLY、ダンサー（三代目 J Soul Brothers）
- 1986年 - 木興拓哉、元プロ野球選手
- 1986年 - 山本和作、元プロ野球選手
- 1986年 - リンジー・スターリング、ヴァイオリニスト
- 1986年 - ザック・フィリップス、プロ野球選手
- 1987年 - クラウディア・ダ・シルバ、バレーボール選手
- 1987年 - 長嶋はるか、声優（+ 2021年）
- 1988年 - アイラミツキ、歌手
- 1988年 - 石丸奈菜美、女優
- 1988年 - きくお、音楽家、ボカロP
- 1988年 - 高瀬証、元サッカー選手
- 1988年 - 竹内美優、声優
- 1988年 - 森谷賢太郎、サッカー選手
- 1989年 - 広重美穂、女優、モデル
- 1989年 - ジェイソン・デルーロ、シンガーソングライター
- 1989年 - フォアキン・サンタマリア、プロ野球選手
- 1990年 - 趣里、女優
- 1990年 - 竹内清弥、サッカー指導者
- 1990年 - アル・ファルーク・アミヌ、バスケットボール選手
- 1990年 - アリソン・スカグリオッティ、女優
- 1991年 - 宇内梨沙、元アナウンサー
- 1992年 - 池田仁、俳優
- 1992年 - 内田雄馬[17]、声優
- 1992年 - 加藤将、俳優
- 1992年 - 有村優樹、元陸上競技選手
- 1994年 - 二階堂ふみ、女優
- 1994年 - 富岡涼、俳優
- 1994年 - 石毛秀樹、サッカー選手
- 1994年 - 川上麻莉亜、バスケットボール選手
- 1994年 - 高橋朋恵、競輪選手
- 1993年 - 堤裕貴、元プロ野球選手
- 1993年 - 朴城炫、プロゴルファー
- 1994年 - マエ＝ベレニス・メイテ、フィギュアスケート選手
- 1995年 - 大川裕太、宗教家
- 1996年 - 渕上舞、アイドル（HKT48）
- 1996年 - 鹿目凛、アイドル（元でんぱ組.inc）
- 1996年 - クリスティン・フロセス、女優
- 1998年 - 藤平尚真、プロ野球選手
- 1998年 - 石垣雅海、プロ野球選手
- 1998年 - タデイ・ポガチャル、自転車競技選手
- 1999年 - 田浦文丸、プロ野球選手
- 1999年 - アレクサンデル・イサク、サッカー選手
- 2000年 - 中倉啓敦、元陸上競技選手
- 2000年 - 望月はな、女優、元アイドル（アイドルING!!!）
- 2000年 - 田中千晴、プロ野球選手
- 2000年 - 渡邉勇太朗、プロ野球選手
- 2001年 - 髙橋楓翔、俳優、タレント
- 2001年 - 向野存麿、声優
- 2002年 - 石田茉央、ラグビーユニオン選手
- 2002年 - 内藤花恋、タレント
- 2002年 - 福富つき、アイドル（Billlie）
- 2002年 - 水野愛理、アイドル（元SKE48）
- 2005年 - 高岡澪、サッカー選手
- 2005年 - 山内寧々、ファッションモデル
- 2007年 - 平澤宏々路、女優
- 2007年 - 城月芽依[18]、女優
- 2008年 - 清田美桜[19]、タレント
- 2008年 - 田仲陽成、アイドル（GO！GO！kids）
- 生年不詳 - 郡司芹香[20]、タレント、アイドル（MY First Bae’s）
- 生年不詳 - 武井千恵子、アナウンサー
- 生年不詳 - 西脇保、声優
- 生年不詳 - 松平美波穂、声優
- 生年不詳 - 硬梨菜、Web小説作家
- 生年不詳 - 柏木香乃、漫画家
- 生年不詳 - 理央、漫画家

## 忌日

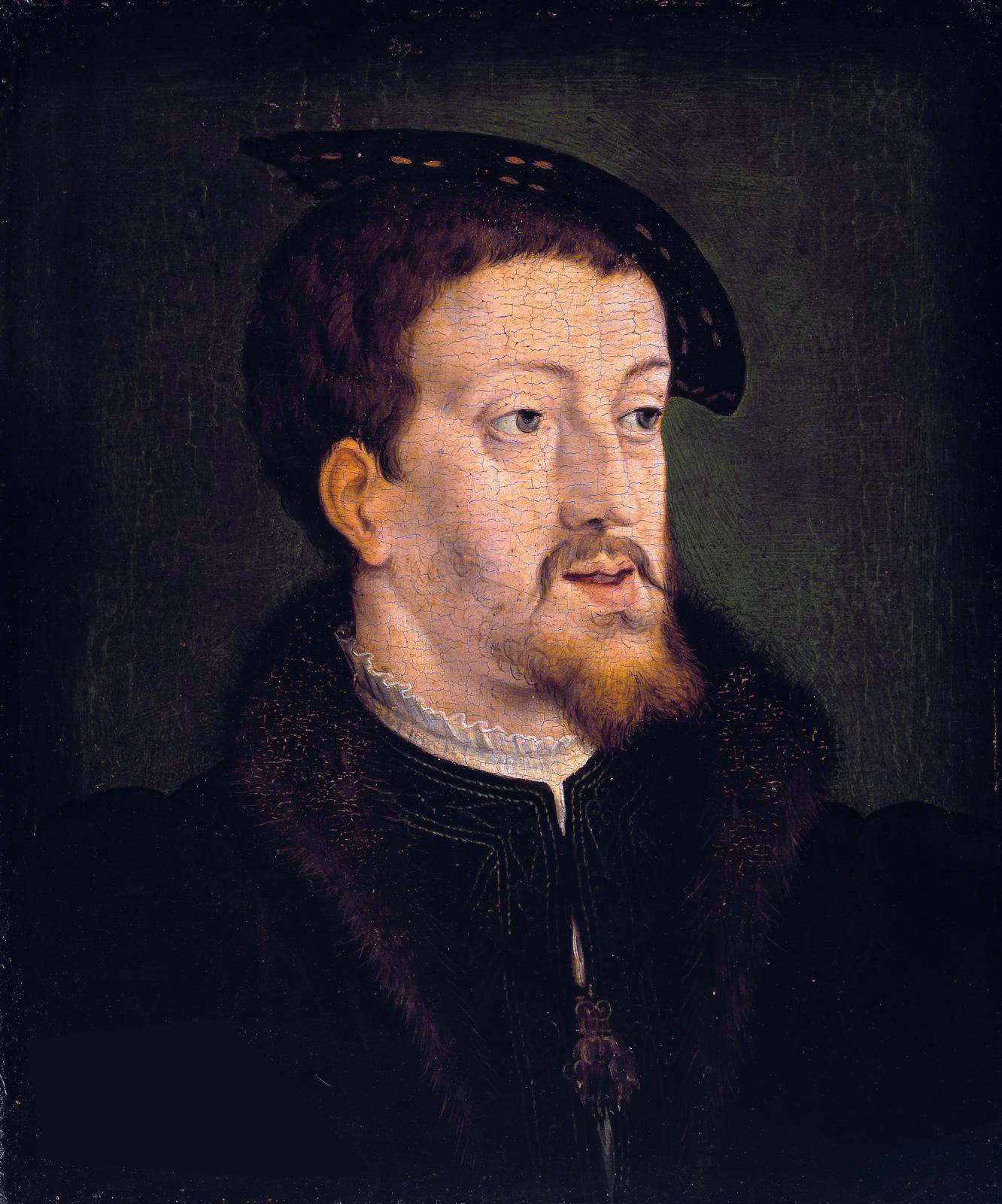
神聖ローマ皇帝カール5世(1500-1558)没。

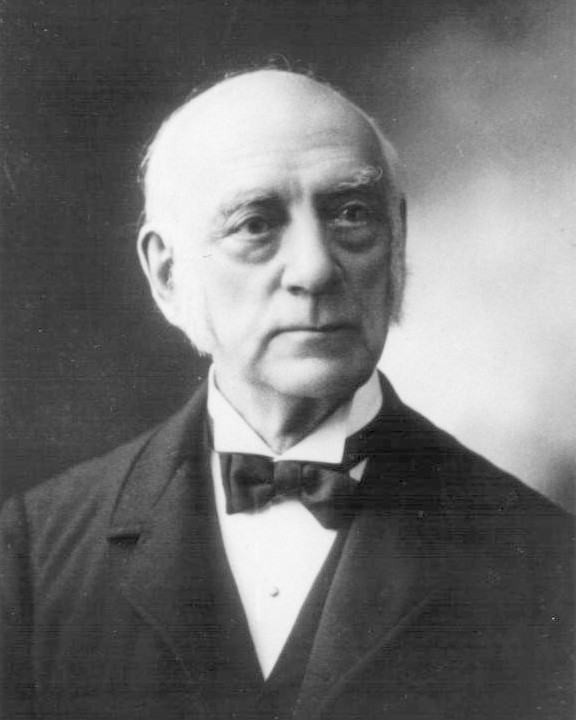
宣教師、医師ジェームス・カーティス・ヘボン(1815-1911)没。

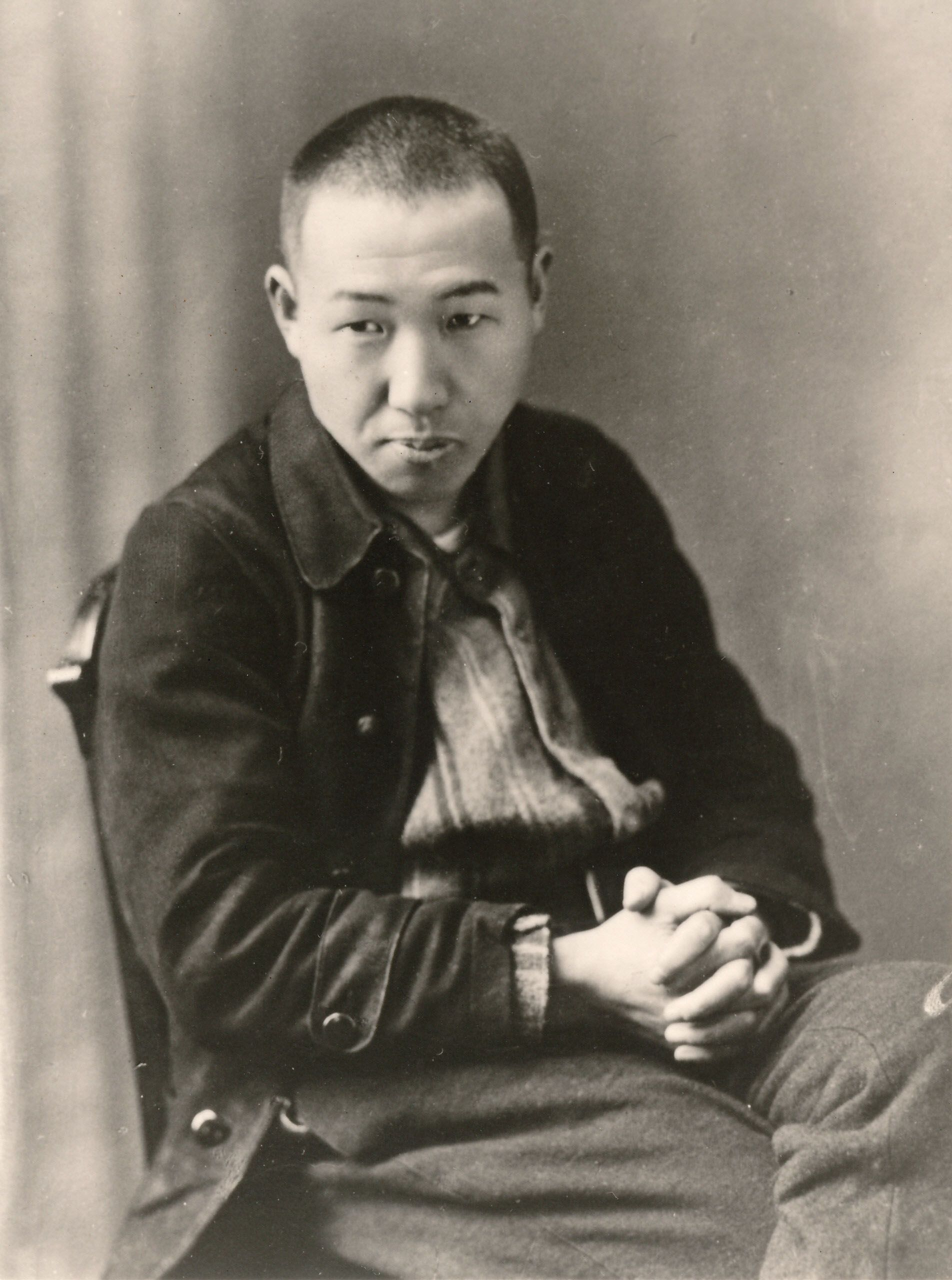
詩人、童話作家宮沢賢治(1896-1933)没。

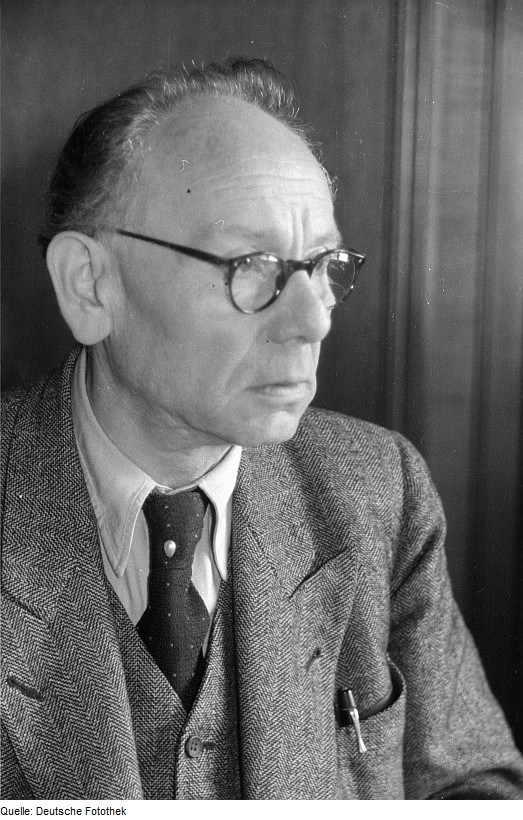
ドイツ民主共和国（東ドイツ）初代首相オットー・グローテヴォール(1894-1964)没。

- 紀元前19年 - ウェルギリウス、ラテン語詩人（* 紀元前70年）
- 1026年 - オット＝ギヨーム、ブルゴーニュ伯（* 955/962年）
- 1217年 - レンピトゥ、サカラ首長（生年不明）
- 1327年 - エドワード2世、イングランド王（* 1284年）
- 1558年 - カール5世/カルロス1世、神聖ローマ皇帝、スペイン王（* 1500年）
- 1576年 - ジェロラモ・カルダーノ、数学者（* 1501年）
- 1625年 - バルトロメオ・カヴァロッツィ（イタリア語版）、画家（* 1587年）
- 1662年 - アドリアーン・ファン・スタルベムト、画家（* 1580年）
- 1710年 - ヨゼフ・ヴェルナー（英語版）、画家人（* 1637年）
- 1812年 - エマヌエル・シカネーダー、俳優、台本作家、劇場支配人（* 1751年）
- 1832年 - ウォルター・スコット、詩人、小説家（* 1771年）
- 1842年 - ジェームズ・アイヴォリー、数学者（* 1765年）
- 1859年 - ジャン・ポロンソー（英語版）、鉄道技術者（* 1813年）
- 1860年 - アルトゥル・ショーペンハウアー、哲学者（* 1788年）
- 1874年 - ジャン＝バティスト・エリー・ド・ボーモン、地質学者（* 1794年）
- 1895年 - シルヴェストロ・レーガ、画家（* 1826年）
- 1908年 - アーネスト・フェノロサ、哲学者、東洋美術研究家（* 1853年）
- 1911年 - ジェームス・カーティス・ヘボン、宣教師、明治学院創始者、 ヘボン式ローマ字の創始者（* 1815年）
- 1920年 - ミケーレ・カンマラーノ（イタリア語版）、画家（* 1835年）
- 1926年 - レオン・シャルル・テブナン、電信技士（* 1857年）
- 1927年 - 矢吹璋雲、画家（* 1852年）
- 1933年 - 宮沢賢治、詩人、童話作家（* 1896年）
- 1936年 - アントワーヌ・メイエ、言語学者（* 1866年）
- 1944年 - アルトゥール・フレプス、軍人、ナチス武装親衛隊将軍（* 1881年）
- 1946年 - 伊丹万作、映画監督（* 1900年）
- 1947年 - ハリー・ケリー、俳優、映画監督、脚本家、映画プロデューサー（* 1878年）
- 1954年 - 御木本幸吉、実業家、御木本真珠店創業者（* 1858年）
- 1957年 - ホーコン7世、ノルウェー国王（* 1872年）
- 1957年 - ロバート・ローウィ、人類学者（* 1883年）
- 1959年 - エイブラハム・フレクスナー、化学者、教育家（* 1866年）
- 1961年 - 宇野浩二、小説家（* 1891年）
- 1961年 - アール・ディクソン、発明家、絆創膏を開発（* 1892年）
- 1962年 - マリー・ボナパルト、精神分析学者、作家（* 1882年）
- 1964年 - オットー・グローテヴォール、政治家、東ドイツ首相（* 1894年）
- 1964年 - 三木行治、医師、政治家、元岡山県知事（* 1903年）
- 1966年 - ポール・レノー、政治家（* 1878年）
- 1967年 - 西田隆男、実業家、政治家、第10代労働大臣（* 1901年）
- 1968年 - 広津和郎、小説家、文学評論家（* 1891年）
- 1971年 - バーナード・ウッセイ、生理学者（* 1887年）
- 1973年 - 古今亭志ん生（5代目）、落語家（* 1890年）
- 1974年 - ウォルター・ブレナン、俳優（* 1894年）
- 1974年 - 山本嘉次郎、映画監督（* 1902年）
- 1974年 - ジャクリーン・スーザン（英語版）、小説家、女優（* 1918年）
- 1976年 - ベンジャミン・グレアム、経済学者、バリュー投資投資家（* 1894年）
- 1979年 - 受田新吉、政治家（* 1910年）
- 1982年 - 中村翫右衛門（三代目）、俳優、前進座共同創立者（* 1901年）
- 1982年 - イワン・バグラミャン、陸軍軍人（* 1897年）
- 1985年 - 古龍、武侠小説家（* 1936年頃）
- 1987年 - ジャコ・パストリアス、ミュージシャン（* 1951年）
- 1989年 - 森鉐太郎、政治家、元愛知県一宮市長（* 1909年）
- 1989年 - 嘉納正治、経営者、元白鶴酒造社長（* 1911年）
- 1990年 - 初井言榮、女優（* 1929年）
- 1991年 - 片桐典徳、実業家、元京浜急行電鉄社長（* 1909年）
- 1992年 - パウル・アルフォンス・フォン・メッテルニヒ＝ヴィンネブルク、貴族、元国際自動車連盟会長（* 1917年）
- 1996年 - フランツ・プフニュール（英語版）、アルペンスキー選手、1936年ガルミッシュ・パルテンキルヘン五輪金メダリスト（* 1908年）
- 1998年 - ウラジーミル・ポヒルコ（ロシア語版）、起業家、心理学者（* 1954年）
- 1998年 - フローレンス・ジョイナー、陸上競技選手（* 1959年）
- 1999年 - 尾崎秀樹、文芸評論家（* 1928年）
- 2002年 - ロバート・L・フォワード、物理学者、SF作家（* 1932年）
- 2002年 - 滝口丈夫、経営者、元日本石油社長（* 1907年）
- 2003年 - 小此木啓吾、医学者、精神科医、精神分析家（* 1930年）
- 2005年 - 中尾是正、写真家、編集者、実業家、グラフ社創業者（* 1921年）
- 2005年 - 三石千尋、スタントマン（* 1941年）
- 2006年 - 粟山明、政治家（* 1921年）
- 2006年 - ボズ・バレル、ミュージシャン（* 1946年）
- 2006年 - 桂文春、落語家（* 1965年）
- 2007年 - 小野正文、教育者、太宰治研究家（* 1913年）
- 2007年 - 増井敬二、オペラ評論家、音楽ディレクター（* 1921年）
- 2007年 - 坂野上啓、経営者、元中央信託銀行社長（* 1927年）
- 2007年 - 森樊須、動物学者、北海道大学名誉教授（* 1928年）
- 2007年 - ハルゲイル・ブレンデン（英語版）、ノルディックスキー、クロスカントリースキー選手、1952年オスロ五輪、1956年コルチナ・ダンペッツオ五輪金メダリスト（* 1929年）
- 2008年 - ディンギリ・バンダー・ウィジェートゥンガ、政治家、第4代スリランカ大統領（* 1916年）
- 2008年 - 桜井滋人、作家（* 1933年）
- 2009年 - 庄野潤三、作家（* 1921年）
- 2009年 - 三浦謹一郎、 生命科学者（* 1931年）
- 2009年 - パルヴィーズ・メシュカティアン、音楽家、作曲家（* 1955年）
- 2010年 - 大野進、レコーディング・エンジニア（* 1944年）
- 2011年 - ポーレット・デュボスト、俳優（* 1910年）
- 2011年 - 細谷千博、国際政治学者、一橋大学名誉教授、国際大学名誉教授、元日本国際政治学会理事長（* 1920年）
- 2011年 - 杉浦直樹、俳優（* 1931年）
- 2011年 - 辺見じゅん、歌人、作家（* 1939年）
- 2012年 - 鈴切康雄、政治家（* 1926年）
- 2012年 - 小山誠三、政治家、元埼玉県飯能市長（* 1930年）
- 2012年 - 藤田弘基、写真家（* 1939年）
- 2013年 - 石田太郎、俳優、声優（* 1944年）
- 2014年 - 弦田英太郎、洋画家（* 1920年）
- 2015年 - 本橋保正、政治家、元東京都杉並区長（* 1921年）
- 2015年 - 大村英昭、宗教社会学者、元筑紫女学園大学学長、大阪大学名誉教授（* 1942年）
- 2016年 - 夏目晴雄、官僚、第14代防衛事務次官、元防衛大学校校長（* 1927年）
- 2016年 - 塗師祥一郎、洋画家（* 1932年）
- 2016年 - 横山むつみ（知里むつみ）、アイヌ文化伝承者（* 1948年）
- 2017年 - 森本順子[21]、絵本作家（* 1922年）
- 2018年 - 林董一、法学者（* 1927年）
- 2018年 - ホセ・ルイス・デ・デラス、作曲家（* 1928年）
- 2018年 - ヴィターリー・マソル、政治家、第3代ウクライナ首相（* 1928年）
- 2018年 - 元原利文、元最高裁判所判事、弁護士（* 1931年）
- 2018年 - チャン・ダイ・クアン、政治家、軍人、第6代ベトナム社会主義共和国主席（* 1956年）
- 2019年 - 伊丹三樹彦、俳人、写真家（* 1920年）
- 2019年 - ジークムント・イェーン、軍人、宇宙飛行士（* 1937年）
- 2019年 - ナポレオン・シャグノン、人類学者（* 1938年）
- 2019年 - シド・ヘイグ、俳優（* 1939年）
- 2019年 - 五世茂山千作、狂言師（* 1945年）
- 2020年 - アーサー・アシュキン、物理学者（* 1922年）
- 2020年 - トミー・デヴィート、ミュージシャン（* 1928年）
- 2020年 - 全熙正、政治家、外交官（* 1930年）
- 2020年 - マイケル・ロンズデール[22][23]、俳優、舞台演出家（* 1931年）
- 2020年 - 北岡郊司郎、実業家、元大昭和製紙社長（* 1936年）
- 2020年 - アン・リタ、登山家、シェルパ（* 1948年）
- 2021年 - メルヴィン・ヴァン・ピーブルズ、映画監督、脚本家（* 1932年）
- 2021年 - ムハンマド・フセイン・タンターウィー、軍人、政治家（* 1935年）
- 2021年 - 白鳥みづえ、歌手、女優（* 1944年）
- 2021年 - ウィリー・ガーソン、俳優（* 1964年）
- 2021年 - 風間ルミ、プロレスラー、シュートボクサー（* 1965年）
- 2022年 - 澤田幸弘、映画監督（* 1933年）
- 2022年 - アントン・フィアー、ドラマー（* 1956年）
- 2023年 - ロバート・W・スミス、作曲家、編曲家、指揮者（* 1958年）
- 2023年 - バレウスカ・オリベイラ、バレーボール選手（* 1979年）
- 2023年 - えざお、漫才師（カントリーズ）（* 1982年）
- 2024年 - ベニー・ゴルソン、ジャズ・サクソフォーン奏者、作曲家、編曲家（* 1929年）
- 2024年 - 熊井明子、エッセイスト（* 1940年）
- 2024年 - 松木武彦、歴史学者、考古学者（* 1961年）

## 記念日・年中行事
- 国際平和デー、世界の停戦と非暴力の日
コスタリカの発案により1981年の国連総会によって制定。当初は国連総会の通常会期の開催日である9月第3火曜日だったが、2002年からは9月21日に固定された。また、2002年から、この日は「世界の停戦と非暴力の日」として実施され、この日一日は敵対行為を停止するよう全ての国、全ての人々に呼び掛けている。
- 世界アルツハイマーデー
1994年のこの日、国際アルツハイマー病協会(ADI)の国際会議で、アルツハイマーの患者やその家族への支援を進めること等をうたった宣言が採択された。
- 独立記念日（ ベリーズ）
1981年のこの日、ベリーズ（旧名・英領ホンジュラス）がイギリスから独立した。
- 独立記念日（ マルタ）
1964年のこの日、マルタがイギリスから独立した。
- 独立記念日（ アルメニア）
1991年のこの日、アルメニアがソビエト連邦から独立した。
- 国家防災日（ 中華民国（台湾））
1999年に発生した921大地震に由来[24]。
- 敬老の日（ 日本、2009年・2015年・2020年）※9月第3月曜日
- 秋の全国交通安全運動（ 日本、9月30日まで）
- ガトーショコラの日（ 日本）
1998年創業のガトーショコラ専門店「ケンズカフェ東京」の氏家健治シェフが制定。日付は「ケンズカフェ東京」が初めてガトーショコラを販売した日にちなむ。ガトーショコラの魅力をより多くの人に知ってもらうことが目的。記念日は一般社団法人・日本記念日協会により認定・登録された[25]。
- ファッションショーの日、ファッションショー・メモリアル・デー（ 日本）
1927年(昭和2年)9月21日に、日本で初めてのファッションショーが日本橋三越呉服店で行われたことに由来。水谷八重子 (初代)ら3人の女優がモデルとなり、一般から図案を募集した着物で日本舞踊を披露した[26]。
- 生神女誕生祭（正教会）
- アース・ウィンド・アンド・ファイアー“September”の日
アース・ウィンド・アンド・ファイアーの結成50周年を記念したものであり、日本記念日協会により2020年9月1日に正式に認定されている。9月21日が記念日となった理由として、“September”の冒頭の一節「Do You Remember, the 21st night of September/Love was changing the minds of pretenders（9月21日の夜の事を覚えてるかい？／愛がうそぶく2人の心を変えていった）」にちなんでいる。

## 9月21日に関連した作品
- アース・ウィンド・アンド・ファイアー - 「September」
歌詞の一行目でDo you remember the 21st night of september?と歌われている。タイトルは「9月」だが、12月に9月のことを回想している曲である[27]。